# Nap de la Mar
Napoleon Christiaan (Nap) de la Mar (Amsterdam, 17 januari 1878 – Zeist, 3 juli 1930) was een Nederlands acteur en regisseur.
Zijn vader Charles, ook acteur, noemde hem naar Napoleon Bonaparte. Als kind stond Nap de la Mar al op de planken, onder andere bij Van Lier. In 1896 richtte hij zijn eigen gezelschap op, het Hollands Operette-Gezelschap. Zijn vrouw, de actrice Clasina Klopper, maakte er ook deel van uit.
De la Mar werkte veel samen met Koos Speenhoff, met wie hij goed bevriend was. Vele bekende namen uit de Nederlandse toneel- en cabaretwereld werkten met of voor hem, zoals Eduard Jacobs, Corry Vonk, Cor Ruys, Louis Davids en zijn eigen dochter Fien. De laatste was trouwens genoemd naar Joséphine de Beauharnais.
Alhoewel hij bijzonder populair was, kreeg hij ook de nodige kritiek. "Men heeft mij weleens verweten dat ik soms banaal was, plat of schuin. Maar kan ik dan wel altijd anders? Is 't niet een eis dat ik voldoen moet aan de smaak van het publiek? En de meerderheid van het publiek verlangt nu eenmaal het banale." De la Mar schreef zelf ook een aantal operettes.
Hij stond bekend als een zuinige werkgever. Over hem gaat de volgende anekdote: Na de voorstelling werd het geld verdeeld over de toneelspelers en Nap de la Mar deed dat als volgt:’ jij een gulden, ik een gulden, jij een gulden, ik een gulden’ tot hij de hele kring acteurs rond was geweest. 
Toen Fien de la Mar in Amsterdam een eigen theater opende, noemde zij het naar haar vader. Nadat het werd overgenomen door Wim Sonneveld werd het hernoemd tot het Nieuwe de la Mar Theater. Nap de la Mar overleed in 1930 op 52-jarige leeftijd. Zijn jongere broer Chris de la Mar was eveneens toneelspeler.

## Galerij
- De Lijfspreuk van de Generaal (monoloog)
- De Geschiedenis van Jolietje (monoloog)
- Het Kerkhof (monoloog)
- Zielsverhuizing (monoloog)

- International Standard Name Identifier: 0000 0003 9547 5449
- MusicBrainz: 6e6848b2-3bd0-4911-8b70-0c3ac500a458
- Nederlandse Thesaurus van Auteursnamen: 182727114
- Virtual International Authority File: 290136593
- WorldCat: E39PBJgmJbv8Dg9MmXj8g6Vt8C